# St.-Jakobi-Kirche (Itzehoe)

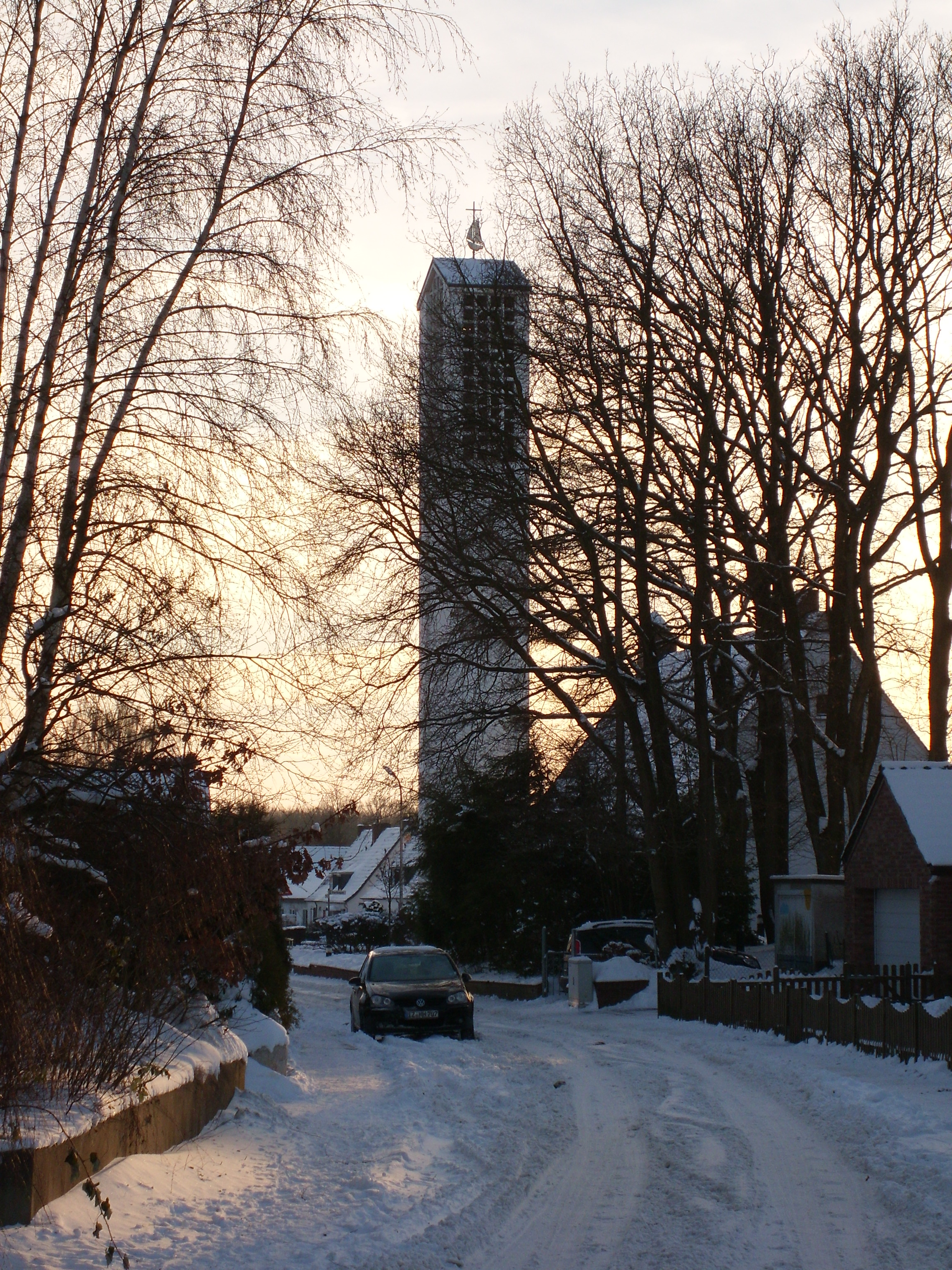
Glockenturm der St.-Jakobi-Kirche

Die St.-Jakobi-Kirche in Itzehoe-Tegelhörn ist eine evangelisch-lutherische Kirche.
Im nach dem Krieg neu entstandenen Itzehoer Stadtteil Tegelhörn wurde auch die St.-Jakobi-Kirche gebaut und 1952 eingeweiht. Der weithin sichtbare Glockenturm kam erst 1966 hinzu. Die Kirchengemeinde gehört zur Evangelisch-Lutherischen Kirche in Norddeutschland.